# Philip Saint-Onge
Pour les articles homonymes, voir Saint-Onge.
 (mars 2009).
Si vous disposez d'ouvrages ou d'articles de référence ou si vous connaissez des sites web de qualité traitant du thème abordé ici, merci de compléter l'article en donnant les références utiles à sa vérifiabilité et en les liant à la section « Notes et références ».
Philip Saint-Onge, né le 13 mars 1985 à Rigaud (Québec), est un athlète atteint d'une déficience intellectuelle. Il a participé à de nombreuses compétitions et il est détenteur du record au 400 mètres OSQ réalisé à Amos (Québec) en 2005. Il est membre des OSQ (Jeux olympiques spéciaux du Québec) depuis 2003.

## Biographie
Philip Saint-Onge mesure de 1,69 m et pèse 74,8 kg. Membre de l'Association québécoise d'athlétisme, il a participé au Cross Country de l'Association en 2006, courant les 4 km en 18 min 36 s (89e) et les 5 km en 23 min 18 s (113e). Il a été nommé athlète de l'année OSQ au Québec en 2005.
Son idole est Maurice Richard surnommé le Rocket. Comme lui, il porte toujours le numéro 9, peu importe la compétition. Philip Saint-Onge est une personne très déterminée et, comme son idole, il trouve toujours le moyen de s'illustrer. Il participe aux compétitions  en athlétisme, soccer, hockey intérieur, balle-molle et basket-ball.
Il est entraîné par Célyne Lizotte, une bénévole impliquée dans les Jeux olympiques Spéciaux au Québec. Célyne Lizotte s'occupe de l'entraînement au Hockey intérieur, au basket-ball et à la balle molle. Ses assistants, Denise Courchenes et Wade Laframboise participent activement aux entraînements.
Afin d'améliorer ses performances, Philip Saint-Onge s'entraîne aussi chez lui, à Rigaud. Il court 5 km trois fois par semaine. Il pratique aussi la corde à danser, la musculation et il parcourt en moyenne de 1 500 km à bicyclette durant la saison estivale.
Il a participé au "Défi Sportif" pendant plus de 9 années et a remporté plusieurs championnats avec l'école François-Michelle située à Outremont (Québec).Il a aussi participé à la course au flambeau de 30 km organisé par la Sûreté du Québec.
En plus de ses entraînements réguliers, Philip Saint-Onge travaille au collège des douanes et accises situé à Rigaud.

## Récompenses
Philip Saint-Onge a reçu la médaille de l'Assemblée nationale en 2005 de l'honorable Lucie Charlebois, députée de Soulanges. En effet, lors d'un tournoi de golf organisé par Bruno Beaulieu, responsable de la Course au Flambeau de la Sureté du Québec, Lucie Charlebois a décidé de remettre la médaille de l'Assemblée nationale à Philip pour ses accomplissements sportifs. Philip a été reçu à Québec avec honneur et a reçu la médaille des mains de Madame Charlebois en présence du président de l'Assemblée nationale.
Il a été sélectionné au sein de l'équipe québécoise d'athlétisme pour les jeux canadiens d'été de Brandon au Manitoba en 2006 et a récolté une médaille d'or au relais 4 × 400 mètres et une médaille de bronze au 400 mètres individuel.
Comme joueur de centre au kockey intérieur, il a gagné la médaille d'or aux jeux provinciaux OSQ 2007.
Alors qu'il était lanceur et joueur de premier but à la balle molle, il a remporté la médaille d'or aux championnats provinciaux OSQ 2007

## Records personnels
- 100 mètres - 13 s 17
- 200 mètres - 26 s 49
- 400 mètres - 1 min 02 s 72 (Champion Québécois OSQ)
- 800 mètres - 2 min 37 s 37
- lancer du poids - 8,94 m
- saut en longueur - 4,64 m